# Lothar Müller (Ökonom)
Lothar Müller (* 27. Januar 1927 in München; † 2. Februar 2003) war ein deutscher Ökonom.

## Werdegang
Müller studierte von 1946 bis 1950 Volkswirtschaft und Rechtswissenschaften in Erlangen und München und trat dann in das Bayerische Staatsministerium der Finanzen ein. Dort stieg er bis zum Ministerialdirektor auf. Von 1979 bis 1994 war er Präsident der Landeszentralbank in Bayern und in dieser Funktion auch Mitglied des Zentralbankrates der Deutschen Bundesbank.

## Ehrungen
- 1984: Verdienstkreuz 1. Klasse der Bundesrepublik Deutschland
- 1987: Großes Verdienstkreuz der Bundesrepublik Deutschland[3]